# Leibniz-Institut für jüdische Geschichte und Kultur – Simon Dubnow

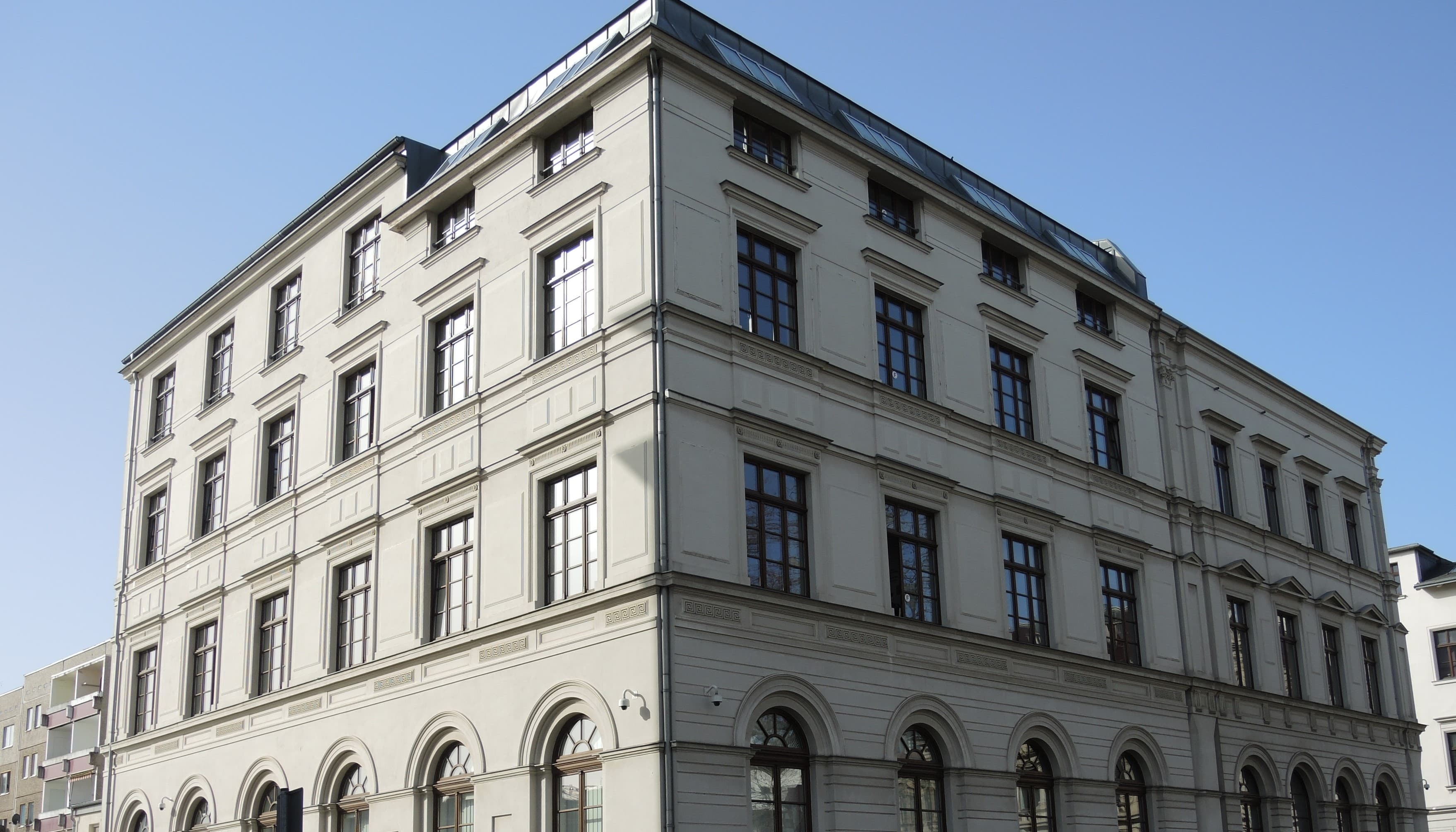
Außenansicht des Institutsgebäudes, 2021

Das Leibniz-Institut für jüdische Geschichte und Kultur – Simon Dubnow (kurz meist nur: Dubnow-Institut, früher Simon-Dubnow-Institut für jüdische Geschichte und Kultur an der Universität Leipzig e. V.) in Leipzig ist ein interdisziplinär ausgerichtetes Institut zur Erforschung der jüdischen Lebenswelten vornehmlich in Mittel- und Osteuropa. Die Forschungsarbeit nimmt eine gesamteuropäische Perspektive ein und schließt die Räume der jüdischen Emigration, insbesondere Israel und Amerika, mit ein. Das Institut ist nach dem russisch-jüdischen Historiker Simon Dubnow (1860–1941) benannt und der säkularen Tradition seines Namensgebers verpflichtet. Jüdische Geschichte wird am Dubnow-Institut stets im Kontext ihrer nichtjüdischen Umgebung betrachtet und als Seismograf allgemeiner historischer Entwicklungen verstanden.

## Geschichte und Forschungsfelder
Das Leibniz-Institut für jüdische Geschichte und Kultur – Simon Dubnow wurde 1995 als »Simon-Dubnow-Institut für jüdische Geschichte und Kultur e. V.« auf der Grundlage eines 1994 gefassten Beschlusses des Sächsischen Landtags gegründet. Die Ursprünge des Instituts gehen zurück auf die Wende in der DDR 1989/90. Nach vorbereitenden Gesprächen mit dem jüdischen Historiker und Judaisten Ernst-Ludwig Ehrlich, dem katholischen Theologen Hanspeter Heinz und dem israelischen Generalkonsul Mordechai Levy setzte das Sächsische Staatsministerium für Wissenschaft und Kunst 1995 eine international besetzte 13-köpfige Gründungskommission ein, die die Berliner Historikerin Stefi Jersch-Wenzel zur Gründungsdirektorin berief. Am 9. November 1995 fand die offizielle Eröffnung des Instituts im Sächsischen Landtag statt. Bis heute ist es als eingetragener Verein organisiert. Zwischen 1999 und 2014 war der Historiker Dan Diner Leiter des Instituts. Von 2015 bis 2017 leitete Raphael Gross die Einrichtung. Seit 2017 ist Yfaat Weiss die Direktorin des Dubnow-Instituts. Seit dem 1. Januar 2018 ist das Institut Mitglied der Leibniz-Gemeinschaft. Seitdem wird seine Grundausstattung jeweils zur Hälfte vom Bund und von den Ländern getragen. Hinzu kommen Drittmittel, die das Institut für Forschungsvorhaben einwirbt.
Am Institut arbeiten rund 20 wissenschaftliche Mitarbeiter, dazu weitere in der Verwaltung sowie Doktoranden und eine wechselnde Zahl an Fellows des Visiting Research Fellowship-Programms sowie Gästen und Hilfskräften. Die Bibliothek des Instituts verfügt aktuell über rund 23.000 Bände und 170 Periodika. Der Bestand enthält die Nachlassbibliothek des israelischen Historikers Jacob Toury (1915–2004). Die Sammlung wurde dem Institut von Gideon Toury, Professor an der Universität Tel Aviv, und dessen Sohn Jacob Toury im Frühsommer 2005 übereignet. 2021 erhielt die Bibliothek zudem die überlieferte Büchersammlung des kommunistischen Widerstandskämpfers und Auschwitz-Häftlings Otto Heller von seiner Enkelin in Paris, Nicole Papineau. Die Sammlung wurde im Rahmen eines am DI durchgeführten Forschungsprojekts entdeckt.
Jüdische Lebenswelten werden am Dubnow-Institut stets im Kontext ihrer nichtjüdischen Umgebung betrachtet. Auf diese Weise wird das Erkenntnispotenzial jüdischer Geschichte für allgemeine historische Entwicklungen sichtbar gemacht. Um der Komplexität der jüdischen Lebenswelten und der engen Verschränkung sozialer, politischer und kultureller Entwicklungen gerecht zu werden, verknüpft die Institutsforschung Ansätze der historischen Wissenschaften produktiv mit solchen aus anderen Geistes- und Sozialwissenschaften und schärft insbesondere ideen-, gedächtnis- und erfahrungsgeschichtliche Zugänge. Die epochenübergreifende Forschungsarbeit des Instituts ist in die drei Ressorts „Politik“, „Recht“ und „Wissen“ untergliedert, die je eigene inhaltliche Schwerpunkte, theoretische Ansätze und methodische Zugänge verfolgen.
Die Institutsforschung bezieht auch Fragestellungen der material culture, der Transfer- und Restitutionsgeschichte ein. Durch eine breite Palette von Publikationen werden die Forschungsergebnisse an ein Fachpublikum sowie eine interessierte Öffentlichkeit vermittelt. Dazu gehören unter anderem das zweisprachige, international renommierte Jahrbuch des Dubnow-Instituts/Dubnow Institute Yearbook; die Schriftenreihe; die Essayreihen „toldot“ und „hefez“ sowie das Magazin „Jüdische Geschichte & Kultur“. Der Blog „Mimeo“ ist eine Plattform der Doktoranden des Instituts. Er dient dem Austausch und der Vernetzung und bietet Einblick in laufende Projekte von Nachwuchswissenschaftlern zur jüdischen Geschichte.
Eine wichtige Rolle spielt die nationale und internationale Forschungszusammenarbeit. Das Dubnow-Institut arbeitet eng mit der Universität Leipzig, der Sächsischen Akademie der Wissenschaften sowie mit der Hebräischen Universität Jerusalem zusammen. Darüber hinaus unterhält es Kooperationsbeziehungen zu zahlreichen wissenschaftlichen Einrichtungen in Israel, den USA, Europa und Deutschland und stellt einen Ort des Austauschs für Wissenschaftler aus der ganzen Welt dar.

## Struktur
Die Gremien des Dubnow-Institut sind:

### Kuratorium
- Für das Sächsische Staatsministerium für Wissenschaft, Kultur und Tourismus: Tim Metje (Vorsitzender)
- Für das Bundesministerium für Bildung und Forschung: Michael Schnatz (stellvertretende Vorsitzende)
- Für die Universität Leipzig: Eva Inés Obergfell, Rektorin
- Für die Mitgliederversammlung: Nikolaus Simon (†)
- Susanne Wasum-Rainer, Botschafterin a. D.

### Wissenschaftlicher Beirat
- Anna Artwińska (Institut für Slavistik, Universität Leipzig)
- Katerina Capková (Institute of Contemporary History Czech Academy of Sciences, Prag)
- Sabine Koller (Professur für Slavisch-Jüdische Studien, Universität Regensburg)
- Johannes Paulmann (Leibniz-Institut für Europäische Geschichte, Mainz)
- Marcos Silber (Department of Jewish History, University Haifa)

### Mitgliederversammlung
- Yfaat Weiss (Vorstand)
- Dan Diner (Ehrenmitglied)
- Friedbert Groß
- Thomas Lindenberger (Direktor des Hannah-Arendt-Instituts für Totalitarismusforschung, Dresden)
- Tim Metje (Sächsisches Staatsministerium für Wissenschaft, Kultur und Tourismus)
- Miloš Rezník (Direktor des Deutschen Historischen Instituts Warschau)
- Rachel Salamander
- Michael Schatz (Bundesministerium für Bildung und Forschung)
- Beate Schücking
- Nikolaus Simon (†)
- Thomas Sparr
- Eva Wiese

### Mitarbeiter
Wissenschaftliche Mitarbeiter des Dubnow-Institut sind unter anderem:
- Yfaat Weiss (Direktorin)
- Jörg Deventer (Stellvertreter der Direktorin)
- Elisabeth Gallas (Stellvertreterin der Direktorin und Leiterin des Ressorts „Recht“)
- Nicolas Berg (Leiter des Ressorts „Wissen“)
- Jan Gerber (Leiter des Ressorts „Politik“)